# Avenida Los Alisos
La avenida Los Alisos es una avenida del área metropolitana de Lima, capital del Perú. Es una de las principales avenidas de Lima Norte. Se extiende a lo largo de 8.4 km de este a oeste en los distritos de Independencia, Los Olivos, San Martín de Porres y el distrito del Callao, a lo largo de más de 80 cuadras.

## Recorrido
Se inicia en la avenida Túpac Amaru, en cuya intersección se encuentra el Terminal Norte Naranjal del Metropolitano. En sus primeras cuadras, pasa sobre una zona de carácter residencial (urbanización El Naranjal), que está en una zona que está en conflicto entre los distritos de Independencia y San Martín de Porres, donde además hay varios negocios de reparación de autos. Cruza la carretera Panamericana Norte por un paso a desnivel. Luego, cruza el distrito de Los Olivos, llega hasta la avenida Universitaria y comienza otra zona de carácter residencial, hasta la avenida Canta Callao donde inicia la trocha carrozable que cruza las avenidas San José, Pacasmayo y Bertello, para unirse a la avenida Néstor Gambetta donde finaliza a un lado del Cementerio Parque del Recuerdo.

## Hitos
- En un cuartel cerca de la Huaca Aznapuquio ubicada en el cruce de Los Alisos con Las Palmeras, se dio el Pronunciamiento de Aznapuquio que fueron las acciones emprendidas por varios jefes del ejército español para deponer a Joaquín de la Pezuela del mando del Virreinato del Perú el 29 de enero de 1821.[4]
- En la cuadra 6, se encuentra el Proyecto Experimental de Vivienda (PREVI) que fue un programa de vivienda social de la década de los 70, diseñada por arquitectos de renombre internacional, incluyendo dos ganadores del premio Pritzker.

## Puntos relevantes
Independencia
- Cuadra 1: 
  -  Estación Naranjal del Metropolitano
- Cuadra 2:
  - AN-15 Alimentador Metropolitano - Paradero Maracuyá.
  - Colegio Nuestra Señora del Carmen (N° 2070)
  - Parque Los Fiscales (Plaza de Naranjal)
- Cuadra 4: Cruce con Av. Alfredo Mendiola (Panamericana Norte)
  - AN-15 Alimentador Metropolitano - Paradero Panamericana.

Los Olivos
- Cuadra 5:
  - Centro de formación SENCICO (Servicio Nacional de Capacitación para la Industria de la Construcción)
- Cuadra 6:
  - Parque PREVI - Proyecto Experimental de Vivienda (PREVI)
  - AN-15 Alimentador Metropolitano - Paradero Galeano.
- Cuadra 10: Intersección con Av. Las Palmeras.
  - AN-15 Alimentador Metropolitano - Paradero Las Palmeras.
- Cuadra 11: 
  - Huaca Aznapuquio
  - AN-15 Alimentador Metropolitano.
- Cuadra 12: 
  - Instituto Manuel Arévalo Sánchez
  - AN-15 Alimentador Metropolitano - Paradero El Naranjal.
- Cuadra 19: Intersección con Av. Universitaria.
  - AN-15 Alimentador Metropolitano - Paradero Universitaria.
- Cuadra 25: Intersección con Av. Proceres de Huandoy
  - AN-15 Alimentador Metropolitano - Paradero Huandoy.
- Cuadra 31: Intersección con Av. Las Malvas
  - AN-15 Alimentador Metropolitano - Paradero El Rosario.
- Cuadra 40: Intersección con Av. Canta Callao
  - AN-15 Alimentador Metropolitano.

San Martín de Porres
- Cuadra 45: Intersección con Av. San José
- Cuadra 49: Mercado Horizonte Azul II

Callao
- Cuadra 52: Intersección con Av. Pacasmayo
- Cuadra 53: Iglesia Adventista del Séptimo Día
- Cuadra 55: Colegio Honores
- Cuadra 63: Parque Freddy Ternero
- Cuadra 66: Mercado San Juan de Oquendo
- Cuadra 67: Intersección con Av. Alejandro Bertello
- Cuadra 80: Cementerio Parque del Recuerdo
- Cuadra 85: Cruce con Av. Néstor Gambetta